# Ritratto di Madame Cézanne nella poltrona gialla
Ritratto di Madame Cézanne nella poltrona gialla è un dipinto a olio su tela (81 x 65 cm) realizzato tra il 1888 ed il 1890 dal pittore Paul Cézanne. È conservato nel The Art Institute di Chicago.
La donna ritratta è la moglie del pittore.